# Yamaha RX-Z
Yamaha RX-Z 135 egy kétütemű naked bike, amit a Yamaha Corporation kezdett el gyártani 1987-ben. Nagyon népszerű Malajziában és Szingapúrban is. 2004-ben egy katalizátor beszerelésével módosították ez a modellt.
Eredetileg 5 sebességes váltóval volt elérhető a motor, amit hamar 6 sebességes váltóra cseréltek.

## Külső hivatkozások
- Yamaha Malaysia honlap[halott link]